# Madou (chanteuse)
Ne doit pas être confondu avec Madou.
Madou, de son vrai nom Jinabou Madou Isbath, née le 6 septembre 1965 à Abomey-Calavi au Bénin, vivant en Côte d'Ivoire, est une artiste, chanteuse béninoise. Initialement danseuse, mannequin et actrice, elle commence sa carrière professionnelle en 1996 et est connue pour ses chansons en faveur de la paix, de l'amour et de la lutte contre les violences faites aux femmes et aux enfants.

## Biographie
Jinabou Madou Isbath alias Madou Dotou alias Madou la daronne ou la baronne est une chanteuse populaire béninoise originaire de porto-novo. Elle est connue pour ses chansons en faveur de la paix, de l'amour et de la lutte contre les violences faites aux femmes et aux enfants. Avant de se consacrer exclusivement à la musique, Madou Dotou est danseuse, mannequin et actrice,.
Dès son jeune âge, Madou dit être attirée par la musique. Elle abandonne les études pour se consacrer à la musique et plus précisément au chant. À ses débuts, elle n'a pas de style de chant particuliers, elle prend le temps d'expérimenter   avant de trouver sa voie. Dans le but d'améliorer sa pratique musicale, elle travaille en fusionnant des sonorités musicales. C'est après toutes ces expériences, qu'elle décide d'une orientation pour sa carrière. Madou opte à partir de ce moment pour le folk juju et l'afro-beat. Elle adopte des sonorités purement africaines du Bénin et du Nigeria pour faire entendre sa voix, sa musique et son message. Elle se fait connaître du public béninois et de l'Afrique en général en faisant les premières parties d'artistes connus comme Diblo Dibala, Aurlus Mabélé et Angélique Kidjo,.

## Discographie
La carrière musicale de Madou débute véritablement avec la sortie de l'album Founwadjè en 1996. Le titre  Dotou, est un succès. Deux années après le succès de son premier album, Madou sort un deuxième album  intitulé You. Celui-ci est  suivi de Ireti et de Racines en 2004. Cinq années plus tard, en 2009, elle sort son cinquième album connu sous le nom de  Dari Djimi  avec la  participation d'artistes comme O’Nel Mala. Son sixième album est une compilation de ses 20 meilleurs succès dénommé Délices. D’un rêve à un autre, son septième album  sort le 6 août 2016 à Abidjan,.

## Prix et distinctions
- Juillet 2005 : Madou est lauréate au TOP D’OR dans la catégorie TOP DES TOPS des chanteuses Africaines en Côte d’Ivoire[8].